# Нуньес, Алан
Ала́н Эрми́нио Ну́ньес Дуа́рте (исп. Alan Herminio Núñez Duarte; род. 1 октября 2004, Луке, Сентраль) — парагвайский футболист, защитник клуба «Серро Портеньо». Участник Олимпийских игр 2024 в Париже.

## Клубная карьера
Нуньес — воспитанник клуба «Серро Портеньо». 15 мая 2022 года в матче против «Соль де Америка» он дебютировал в парагвайской Примере.

## Международная карьера
В 2023 году в составе молодёжной сборной Парагвая Нуньес принял участие в молодёжном чемпионате Южной Америки в Колумбии. На турнире он сыграл в матчах против сборных Аргентины, Перу, Венесуэлы, Уругвая, Эквадора, а также дважды Колумбии и Бразилии. 
В 2024 году Нуньес был включён в заявку олимпийской сборной Парагвая на участие в Олимпийских играх в Париже. На турнире он сыграл в матчах против команд Японии, Израиля, Мали и Египта.